# Занд, Иоанн Давид
Иоанн Давид Занд (1748—1834) — российский учёный и педагог; автор множества трудов по астрономии и космографии.

## Биография
Иоанн Давид Занд родился 20 февраля 1748 года в прусском городке Ризенбурге. В 1765 году поступил в Кенигсбергский университет для изучения богословия, но занимался главным образом математикой, физикой, естествознанием и философией.
В 1769 году, по окончании университета, приехал в Эстляндию. В течение десяти лет занимался он здесь частными уроками и, изучив тем временем основательно эстонский язык, намеревался уже стать пастором, когда в 1779 году был приглашён на должность преподавателя в дворянское училище в Риге; после преобразования этой школы в 1804 году в уездное училище И. Д. Занд продолжал здесь свою педагогическую деятельность до 1817 году, когда вышел в отставку и за долголетнюю службу награжден был орденом святой Анны 3-й степени. 
В том же году Курляндское литературно-художественное общество, во внимание к его научным заслугам, выбрало его своим членом. 
Иоанн Давид Занд умер 19 марта 1834 года в городе Риге.

## Избранная библиография
- "Beobachtung und Berechnung der Sonnenfinsternisse von J. 1787 u. 1791" (Bode. "Astron. Jahrb.", 1794);
- "Astronomische Beobachtungen und Nachrichten" (ibid., 1808);
- "Verbesserung der Bestimmung der Polhöhe von Riga" (ibid., 1815);
- "Bestimmung der Polhöhen von Kokenhusen, Dubena, Stockmannshof, Praulen und Wenden" ("Jahresverh. der Kurl. Gesellschaft f. Lit. u. Kunst", I);
- "Bestimmung der geographischen Länge von Kokenhusen" (ibid);
- "Bestimmung der Länge von Riga ausvier Entfernungen des Mondes von der Sonne" (ibid., II);
- " Barometrische Höhenmessungen in Livland" (ibid);
- "Sonnenfinsterniss" ("Rigasch. Stadtbl", 1818)
- "Ueber die Sonnenflecken" (ibid).

Кроме перечисленных статей, много мелких заметок по тем же вопросам было помещено Зандом в газете "Rigasche Stadtblätter" за 1810—1821 гг.